# Elbek Sultonov
Elbek Sultonov (Navoi, 31 de diciembre de 1995) es un deportista uzbeko que compite en atletismo adaptado. Ganó dos medallas en los Juegos Paralímpicos de Verano, bronce en Tokio 2020 y oro en París 2024.

## Palmarés internacional
| Juegos Paralímpicos | Juegos Paralímpicos | Juegos Paralímpicos | Juegos Paralímpicos |
| Año                 | Lugar               | Medalla             | Prueba              |
| ------------------- | ------------------- | ------------------- | ------------------- |
| 2020                | Tokio (Japón)       | Medalla de bronce   | Peso F12            |
| 2024                | París (Francia)     | Medalla de oro      | Peso F12            |